# Années 910
Les années 910 couvrent la période de 910 à 919.

## Événements
- 909-913 : raids des Varègues sur la Caspienne. Ils attaquent Abaskun, Sari le Tabaristan et le Gilan et font de nombreuses victimes dans la population musulmane[1].
- 909/910-927 : construction de la première abbatiale de Cluny par les abbés Bernon et Odon[2].
- 910 : 
  - fondation du califat fatimide en Ifriqiya. Il installe sa capitale à Mahdia (916-921[3]. Les Fatimides contribuent à développer les relations transsahariennes avec le Niger et le Sénégal. Ils tentent à deux reprises de conquérir l’Égypte (914 et 919), puis renoncent[4].
  - bataille de Tettenhall. Édouard l'Ancien, roi de Wessex de 899 à 924, entreprend une lutte systématique contre les Vikings du Danelaw qui aboutit à l'unification du royaume d'Angleterre[5].
- 910, 915, 917 : raid Hongrois en Francie orientale et dans l'Est de la Francie occidentale[6].
- 911 : le traité de Saint-Clair-sur-Epte marque la naissance du duché de Normandie[7].
- 914-943 : apogée de la dynastie des Samanides sous le règne de Nasr II[8]. Elle domine la Perse et la Transoxiane (fin en 999). Elle s’appuie sur une administration solide imitée de celle de Bagdad et sur une armée composée de Khorasaniens et d’esclaves turcs. La période samanide est celle d’une brillante renaissance iranienne et d’un grand développement commercial, notamment avec le monde turc (Karlouks, Oghuz, Khazars, Bulgares de la Volga).
- 914-924 : guerre des Bulgares contre l'Empire byzantin[9].
- 915 : le pape Jean X organise une ligue italienne contre les Sarrasins qui sont battus à la bataille du Garigliano[10].

## Personnages significatifs
- Abd al-Rahman III
- Alexandre III (empereur byzantin)
- Bérenger Ier de Frioul
- Charles III de France
- Conrad Ier de Germanie
- Constantin VII Porphyrogénète
- Édouard l'Ancien
- Ethelfleda
- Henri Ier de Germanie
- Nasr II (Samanides)
- Rodolphe II de Bourgogne
- Rollon
- Théodora Ire
- Ubayd Allah al-Mahdi
- Venceslas Ier de Bohême (duc)
- Zoé Carbonopsina